# Ecuador op de Olympische Zomerspelen 1992
Ecuador nam deel aan de Olympische Zomerspelen 1992 in Barcelona, Spanje. Het Zuid-Amerikaanse land won geen enkele medaille.

## Deelnemers en resultaten per onderdeel

### Atletiek
| Olympiër          | Discipline            | Resultaat | Prestatie                  |
| ----------------- | --------------------- | --------- | -------------------------- |
| Edy Punina        | 10000m (m)            | 43e       | serie 2: 23ste in 30.19,76 |
| Rolando Vera      | marathon (m)          | 43e       | 2:21.30                    |
| Jefferson Pérez   | 20km snelwandelen (m) | DNF       | niet gefinisht             |
|                   |                       |           |                            |
| Janeth Caizalitín | 3000m (v)             | 29e       | serie 3: 11de in 9.32,39   |
| Martha Tenorio    | 10000m (v)            | 38e       | serie 1: 17de in 34.29,03  |
| Liliana Chalá     | 400m horden (v)       | 24e       | serie 2: 7de in 58,55      |
| Miriam Ramón      | 10km snelwandelen (v) | 36e       | 51.56                      |

### Judo
| Olympiër    | Discipline | Resultaat | Prestatie |
| ----------- | ---------- | --------- | --------- |
| María Cangá | -72kg (m)  | 16e       |           |

### Schietsport
| Olympiër    | Discipline             | Resultaat | Prestatie                          |
| ----------- | ---------------------- | --------- | ---------------------------------- |
| Hugo Romero | 10m luchtgeweer (m)    | 42e       | kwalificatie: 42ste met 564 punten |
| Hugo Romero | 50m geweer liggend (m) | 49e       | kwalificatie: 49ste met 585 punten |

### Tafeltennis
| Olympiër      | Discipline    | Resultaat | Prestatie                                                                         |
| ------------- | ------------- | --------- | --------------------------------------------------------------------------------- |
| María Cabrera | enkelspel (v) | 49e       | groep I: 4de V van HUN Batorfi: 0-2 V van INA Dipoyanti: 0-2 V van GBR Lomas: 0-2 |

### Wielersport
| Olympiër           | Discipline       | Resultaat | Prestatie |
| Baan               | Baan             | Baan      | Baan      |
| ------------------ | ---------------- | --------- | --------- |
| Nelson Mario Pons  | tijdrit (m)      | 17e       | 1.06,878  |
| Weg                |                  |           |           |
| Juan Carlos Rosero | wegwedstrijd (m) | 43e       | 4:35.56   |

### Zwemmen
| Olympiër         | Discipline          | Resultaat | Prestatie               |
| ---------------- | ------------------- | --------- | ----------------------- |
| Priscilla Madera | 100m schoolslag (v) | 40e       | serie 1: 3de in 1.20,76 |
| Priscilla Madera | 200m schoolslag (v) | 35e       | serie 1: 3de in 2.46,79 |

Albanië · Algerije · Amerikaanse Maagdeneilanden · Amerikaans-Samoa · Andorra · Angola · Antigua en Barbuda · Argentinië · Aruba · Australië · Bahama's · Bahrein · Bangladesh · Barbados · België · Belize · Benin · Bermuda · Bhutan · Bolivia · Bosnië en Herzegovina · Botswana · Brazilië · Britse Maagdeneilanden · Bulgarije · Burkina Faso · Canada · Centraal-Afrikaanse Republiek · Chili · China · Chinees Taipei · Colombia · Congo-Brazzaville · Cookeilanden · Costa Rica · Cuba · Cyprus · Denemarken · Djibouti · Dominicaanse Republiek · Duitsland · Ecuador · Egypte · El Salvador · Equatoriaal-Guinea · Estland · Ethiopië · Fiji · Filipijnen · Finland · Frankrijk · Gabon · Gambia · Gezamenlijk team · Ghana · Grenada · Griekenland · Groot-Brittannië · Guam · Guatemala · Guinee · Guyana · Haïti · Honduras · Hongarije · Hongkong · Ierland · IJsland · India · Indonesië · Irak · Iran · Israël · Italië · Ivoorkust · Jamaica · Japan · Jemen · Jordanië · Kaaimaneilanden · Kameroen · Kenia · Koeweit · Kroatië · Laos · Lesotho · Letland · Libanon · Libië · Liechtenstein · Litouwen · Luxemburg · Madagaskar · Malawi · Malediven · Maleisië · Mali · Malta · Marokko · Mauritanië · Mauritius · Mexico · Monaco · Mongolië · Mozambique · Myanmar · Namibië · Nederland · Nederlandse Antillen · Nepal · Nicaragua · Nieuw-Zeeland · Niger · Nigeria · Noord-Korea · Noorwegen · Oeganda · Oman · Oostenrijk · Pakistan · Panama · Papoea-Nieuw-Guinea · Paraguay · Peru · Polen · Portugal · Puerto Rico · Qatar · Roemenië · Rwanda · Saint Vincent‑Grenadines · Salomonseilanden · Samoa · San Marino · Saoedi-Arabië · Senegal · Seychellen · Sierra Leone · Singapore · Slovenië · Soedan · Spanje · Sri Lanka · Suriname · Swaziland · Syrië · Tanzania · Thailand · Togo · Tonga · Trinidad en Tobago · Tsjaad · Tsjecho-Slowakije · Tunesië · Turkije · Uruguay · Vanuatu · Venezuela · Verenigde Arabische Emiraten · Verenigde Staten · Vietnam · Zaïre · Zambia · Zimbabwe · Zuid-Afrika · Zuid-Korea · Zweden · Zwitserland · Onafhankelijke olympische deelnemers